# Arkdale
Arkdale – jednostka osadnicza w Stanach Zjednoczonych, w stanie Wisconsin, w hrabstwie Adams.